# إرين ييغر
إيرين (エレン) هو شخصية خيالية، والبطل الرئيسي في سلسلة هجوم العمالقة. ينحدر إيرين من بلدة شيغانشينا، وهي بلدة قرب السور الأول ماريا. لديه صديقاه المقربان ميكاسا أكرمان وأرمين أرليرت انضموا إلى فيلق الاستكشاف بعد أن اجتاح العمالقة بلدتهم. لديه ثأر شخصي ضد العمالقة وهدفه هو القضاء عليهم وإبادتهم جميعًا.
يختلف هذا الهدف بعد معرفته لحقيقة بُعد الأسوار فيسعى جاهدا لاستغلال قدراته في حماية موطنه ومن يحب بالرغم من كل الأساليب التي يستخدمها غايته دائما حماية باراديس (الجزيرة التي يعيش بها).

## معلومات عنه
شخصيته

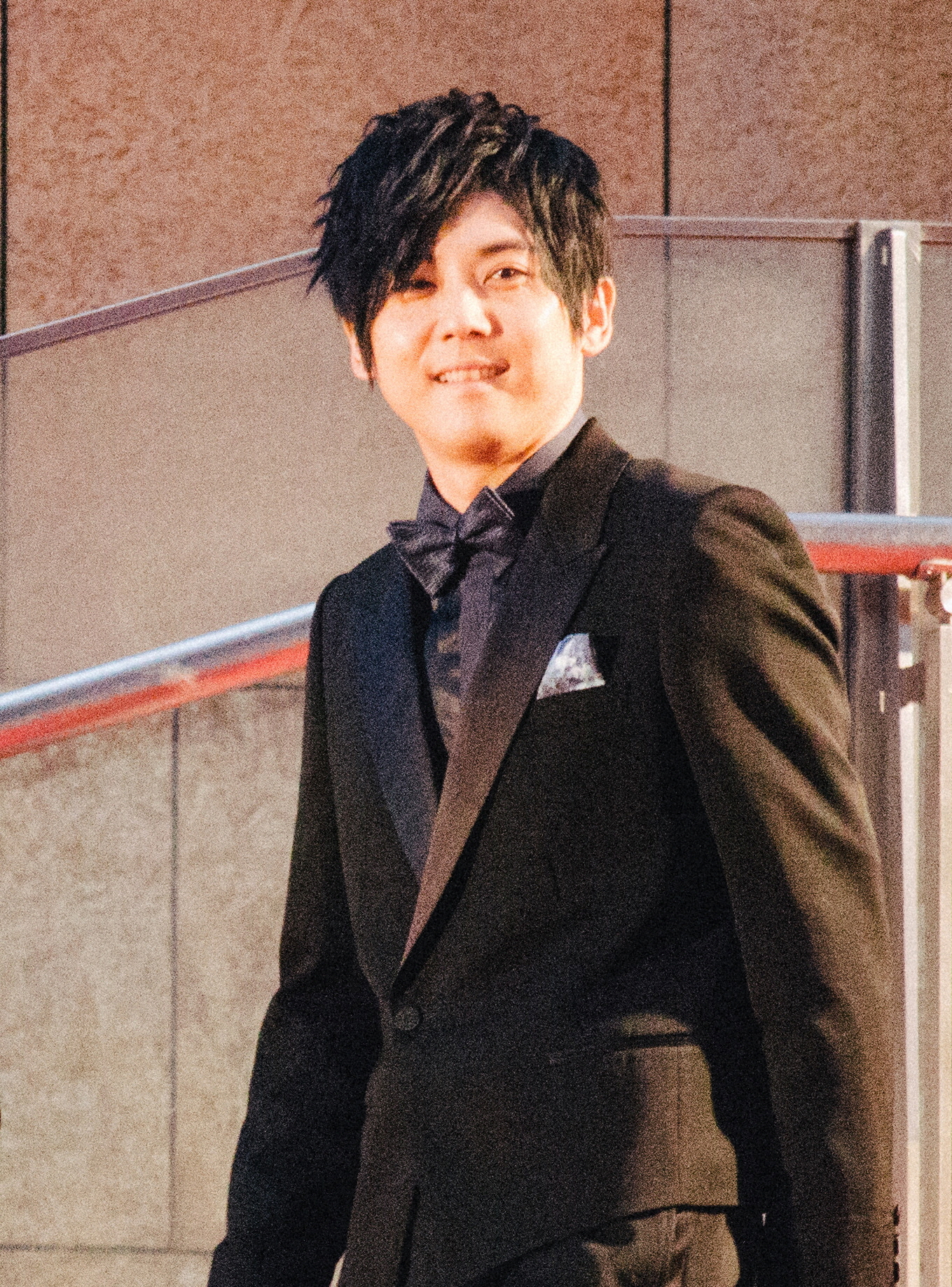
مؤدّي صوت إيرين، يوكي كاجي

إيرين شخص عنيد ومندفع، وهما سمتان تعززان عزمه القوي على حماية الجنس البشري ومغادرة الأسوار في النهاية. عندما كان صبيا، كان عازما على الانضمام لفيلق الاستطلاع حيث كان يجادل والدته دائما بشأن ذلك، واصفا سكان البلدة بـ«السخيفين». وقد أخذ الرغبة للقضاء على جنس العمالقة عندما شهد على موت والدته من قبل عملاق. إنه يهتم كثيرا لأصدقائه ويضع حياته على المحك باستمرار في سبيل حمايتهم. أظهر إيرن سلوكا عنيفا عندما كان صغيرا في محاولته لإنقاذ ميكاسا. تحول ذلك العنف والغضب نحو العمالقة الآن. مثل دور صوت إيرين يوكي كاجي.
مظهره البشري
إيرين الذي يبدو أنه من أصول جرمانية على الأرجح هو فتى ذي طول وبنية مناسبين لسنه. لديه وجه طويل ووسيم وشعر بني وعينين كبيرتين زرقاوتين مائلتين للأخضر (يتغير لون عينيه ولمعانهما حسب الضوء). بشرته غامقة نوعًا ما عن باقي الشخصيات. شعره طويل لحد ما ويصل حتى مؤخرة عنقه وينزل من جهتين على جبهته. عيناه كبيرتان ومعبرتان. وحاجباه مجعدان غالبا بسبب طبيعته الشغوفة مما يجعله يبدو غاضبا على الدوام. ظهر أول مرة مرتديا ملابس عادية، ولاحقا ظهر مرتديا الزي الرسمي لفيلق الاستكشاف. يحتفظ دائمًا بمفتاح القبو الذي أعطاه إياه والده حول رقبته.
مظهر العملاق
يتغير مظهر إيرين بشكل جدري عندما يتحول إلى عملاق، لكن هنالك بعض الصفات التي قد تجعل التعرف عليه ممكنا. إلى جانب ارتفاع طوله، فطول شعره يزداد أيضا وتصبح عيناه طويلتان وضيقتان مقارنة بشكل عينيه العاديتين. يصبح شكل لسانه وأنفه وأذنيه بارزا ومستدقا وأسنانه تغدو أكثر حدة وعددا وتتشكل من صفين. مقارنة بباقي العمالقة، يبدو شكل العملاق إيرين أكثر ملاءمة ومفتول العضلات.
عام 844
عندما كان إيرن طفلا، أنقذ ميكاسا بعدما كانت ستباع من طرف نخاس عندما زار منزلها مع والده. لقد كانوا ثلاثة رجال بحيث قتلوا والداها في منزلهم. وقد قتل إيرن اثنان منهما قبل أن يمسك به الثالث وحاول خنقه. تقدمت ميكاسا للأمام بقوة مذهلة نحو الرجل مدركة أن الحياة التي يعيشونها مبنية على «إما العيش أو الموت». تفاجأ والد إيرن عندما وجدهما سالمين ومعافين، أعطى إيرن وشاحا لـميكاسا أصبحت ترتديه على الدوام، وأعلن أنها قد أصبحت جزءا من عائلته.
عام 845
عندما تم غزو سور ماريا بعد أن فتح العملاق الضخم الطريق لهم، اكتشف إيرن رعب حياته الذي وضع أسس مستقبله. رؤيته لدمار بلدته وعمالقة بلا تفكير يلتهمون البشر وأمه وهي تأكل حية بينما لا حول وله ولا قوة لإنقاذها، أدرك إيرن حينها أن حياة البشر بأكملها تقع تحت سيطرة العمالقة وما البشر إلا ماشية لهم. أقسم إيرن على قتل كل عملاق بينما يقوم هانيس أحد الحراس المتموضعين بجره بعيدا ودموع خيبة الأمل والكره تملأ عينيه.
من عام 845 – الآن
بعد سقوط سور ماريا، بقي كل من إيرن وميكاسا وأرمين معا يعملون في الحقول قبل أن يصبحوا في السن المناسبة لينضموا للجيش. أمضوا هناك أكثر من أربع سنوات من التدريب، وقد حصل إيرن على الرتبة الخامسة في تخرجه.
بعد التخرج بوقت قصير، وقبل أن يختار إيرن الانضمام إلى فيلق الاستكشاف، ظهر العملاق الضخم بنفس الطريقة التي ظهر بها في يوم سقوط سور ماريا. حاول إيرن القضاء عليه، لكنه اختفى في سحابة من الدخان بعد أن قام بتدمير البوابة.وتجاوبا مع الحادثة، تدافع المجندون الجدد وانقسموا لعدة فرق وانتشروا لحماية مناطق متفرقة من المدينة. اجتمع إيرن مع أرمين. وبعد رؤيته لزملائه وهم يموتون، دخل إيرن غمار المعركة ليقاطعه عملاق ويتسبب في قطع قدمه. وبالنسبة لباقي المجموعة فقد لقيت حتفها جميعها. وعندما كان أرمين على وشك أن يلتهم، استطاع إيرن سحب صديقه من فم العملاق فانتهى به الأمر في مكانه. قام هذا العملاق بابتلاع إيرن وتسبب بخسارته لذراعه أثناء ذلك. تم ظهور أول تحول من إيرن لعملاق وكان داخل معدة عملاق آخر
الفنون القتالية
1-معدات المناورة مهارة إرين في استعمال معدات المناورة ثلاثية الأبعاد 
2-التحول إلى عملاق يستطيع إيرن التحول لعملاق عندما يجرح اصبعه.